# Rifugio El Plumerillo
Il rifugio El Plumerillo (in spagnolo Refugio El Plumerillo) è un rifugio antartico temporaneo argentino nei pressi della base San Martín.
Localizzato ad una latitudine di 68° 20' sud e ad una longitudine di 67°10' ovest, venne costruito il 28 aprile 1953 come punto di appoggio logistico ed è attualmente abbandonato.